# St&rs
St&rs (ST&RS -スターズ-, Sutāzu) é um mangá escrito por Takeuchi Ryousuke e desenhado por Masaru Miyokawa. Ele foi pré-publicado na Weekly Shōnen Jump da Shueisha entre junho de 2011 e fevereiro de 2012, sendo o quinto volume publicado no dia 4 de Junho de 2012.

## Sinopse
No dia 10 de agosto de 2019 a humanidade recebeu um sinal vindo do espaço que carregava a seguinte mensagem: "Vamos nos encontrar sob Marte no dia 07 de julho de 2035". Assim, começa a construção da agência espacial representando a Terra: a ST&RS. A partir desse momento, o progresso é rápido, com o retorno do homem à lua em 2022 e a criação de múltiplas estações espaciais em órbita entre a Terra e o satélite natural. A Academia Espacial também é criada a fim de treinar a próxima geração de ST&RS. Neste mesmo dia, Shirafune Maho pronunciou sua primeira palavra: "Marte" e, desde então, tornou-se um fã da astronomia, pensando apenas no espaço. Ele decidiu entrar para a Academia Espacial, acompanhado da sua amiga de infância, Hoshihara Meguru, e do Amachi Wataru, um estudante brilhante e recentemente transferido. O trio começa uma difícil viagem para tentar fazer parte dos 1% recebidos na escola. Seu objetivo é ser capaz de encontrar os alienígenas em Marte durante o dia prometido.

## Personagens
- Maho Shirafune
- Meguru Hoshihara
- Wataru Amachi

## Publicação
St&rs, escrito por Takeuchi Ryosuke e ilustrado por Miyokawa Masaru, foi serializado na Weekly Shōnen Jump da Shueisha de 4 de julho de 2011 a 16 de abril de 2012. A Shueisha coletou seus capítulos em cinco volumes tankōbon, lançados de 4 de novembro de 2011 a 4 de junho de 2012.